# Marcus Hurley
Marcus Latimer Hurley (22. prosince 1883 New Rochelle – 28. března 1941 New York) byl americký sportovec věnující se dráhové cyklistice a basketbalu, čtyřnásobný olympijský vítěz.
Jako člen New York Athletic Clubu se stal v letech 1901 až 1904 čtyřnásobným amatérským mistrem USA ve sprintu. Na olympiádě 1904 v St. Louis, kde startovali pouze domácí závodníci, vyhrál závody na dráze na tratích čtvrt míle, třetina míle, půl míle a jedna míle, v závodě na dvě míle byl třetí a na pětimílové trati po pádu nedokončil. Po olympiádě vyhrál na mistrovství světa v dráhové cyklistice 1904 v Londýně závod amatérů ve sprintu.
Během studií na Kolumbijské univerzitě byl kapitánem basketbalového týmu v National Collegiate Athletic Association a třikrát byl zvolen do nejlepšího výběru sezóny. Po absolutoriu pracoval jako inženýr, bojoval v první světové válce a dostal vyznamenání.